# Grand Champions Cup de voleibol femenino
El Grand Champions Cup de voleibol femenino fue una competición de voleibol entre selecciones femeninas organizada por la FIVB.

## Formato
A partir de 1993 la competición se disputa cada cuatro años el año después de los Juego Olímpicos. En el torneo participan seis equipos: Japón en cuanto país organizador, cuatro de los cinco campeones continentales de las confederaciones (AVC, CAVB, CEV, CSV,  NORCECA) y una wild card entregada por la FIVB. El criterio de elección de los cuatro campeones continentales es el siguiente: al final de cada edición de los Juegos Olímpicos se elabora un ranking de las confederaciones basado en los resultados obtenidos por los miembros de cada confederación en la misma cita olímpica. El campeón de la confederaciones que resulta la más débil es excluido de la edición de la Gran Championship Cup del año siguiente
El ganador del torneo se decide en una liguilla según el sistema de todos contra todos.

## Campeones
| Año  | Sede  | Campeón | Finalista      | Tercero              |
| ---- | ----- | ------- | -------------- | -------------------- |
| 1993 | Japón | Cuba    | China          | Rusia                |
| 1997 | Japón | Rusia   | Cuba           | Brasil               |
| 2001 | Japón | China   | Rusia          | Japón                |
| 2005 | Japón | Brasil  | Estados Unidos | China                |
| 2009 | Japón | Italia  | Brasil         | República Dominicana |
| 2013 | Japón | Brasil  | Estados Unidos | Japón                |
| 2017 | Japón | China   | Brasil         | Estados Unidos       |

## Medallero
Actualizado hasta la edición de 2017.
| País                 | Oro | Plata | Bronce | Total |
| -------------------- | --- | ----- | ------ | ----- |
| Brasil               | 2   | 2     | 1      | 5     |
| China                | 2   | 1     | 1      | 4     |
| Rusia                | 1   | 1     | 1      | 3     |
| Cuba                 | 1   | 1     | -      | 1     |
| Italia               | 1   | -     | -      | 1     |
| Estados Unidos       | -   | 2     | 1      | 3     |
| Japón                | -   | -     | 2      | 2     |
| República Dominicana | -   | -     | 1      | 1     |